# Liste des écuyers du Cadre noir
Cette page liste les écuyers notables du Cadre noir de Saumur.

## Écuyers en chef
| No | Grade lors de la prise de fonction | Nom                                            | Début                  | Fin             | Notes |
| -- | ---------------------------------- | ---------------------------------------------- | ---------------------- | --------------- | --- |
| 1  | -                                  | Jean-Baptiste Cordier (d) (1771-1849)          | 1825                   | 1833            | 1er écuyer en chef. Nommé écuyer chef du manège civil le 19 janvier 1815 à la création, à Saumur, de l'école d'instruction des troupes à cheval, Cordier passe au manège de Saint-Cyr lorsque l'école de Saumur est dissoute en 1822. Revenu à Saumur le 6 janvier 1824 avec l'École d'application de cavalerie, il est nommé écuyer commandant du manège de l'École royale de cavalerie le 26 février 1825. Militaire de carrière jusqu'en 1810, il est civil durant la période où il dirige l'enseignement équestre à Saumur. |
| 2  | Commandant                         | Charles Hypolite Renaux (d) (1794-1837)        | 1834                   | 1836            | |
| 3  | Commandant                         | Claude Champet (d) (1794-1841)                 | 1837                   | 1840            | |
|    | Commandant                         | Jean-Charles Rousselet (d) (1783-1858)         | 1840                   | 1841            | Assure l'intérim depuis la mort du Commandant Champet jusqu'à l'arrivée du Commandant de Novital. 35 années en tant que second de cinq écuyers en chef. |
| 4  | Commandant                         | Jean-Jacques Delherm de Novital (1796-1856)    | 1841                   | 1846            | |
| 5  | -                                  | Antoine d'Aure (1799-1863)                     | 1847                   | 1854            | Auteur d'un Traité d'équitation en 1834, œuvre majeure qui connaît neuf rééditions. En conflit avec François Baucher. Avec Jean-Baptiste Cordier, il est le seul écuyer civil ayant commandé le manège de Saumur. |
| 6  | Commandant                         | Alexandre Guérin (d) (1817-1884)               | 1857                   | 1863            | |
| 7  | commandant                         | Alexis L'Hotte (1825-1904)                     | 1864                   | 1870            | Élève de François Baucher, créateur du précepte « Calme, en avant et droit ». |
| 8  | Commandant                         | Arthur Lenfumé de Lignières (d) (1832-1897)    | 1871                   | 1874            | |
| 9  | Commandant                         | Mathieu François Duthil (d) (1828-1879)        | 1875                   | 1876            | |
| 10 | Commandant                         | Jean Piétu (d) (1829-1908)                     | 1877                   | 1881            | |
| 11 | Commandant                         | Camille de La Forgue de Bellegarde (1847-1905) | 1882                   | 1886            | |
| 12 | Commandant                         | Albert d'Aviau de Piolant (d) (1845-1926)      | 1887                   | 1889            | |
| 13 | Commandant                         | Hervé de Canisy (d) (1837-1901)                | 1890                   | 1895            | |
| 14 | Commandant                         | Jacques Picot de Vaulogé (d) (1851-1928)       | 1896                   | 1897            | |
| 15 | Commandant                         | Érasme de Contades-Gizeux (d) (1858-1926)      | 1898                   | 1899            | |
| 16 | Commandant                         | Jean Marie Maurice Varin (d) (1857-1929)       | 1899                   | 1901            | |
|    | Commandant                         | Érasme de Contades-Gizeux (d) (1858-1926)      | 1901                   | 1903            | |
| 17 | Commandant                         | René de Montjou (d) (1857-1927)                | 1903                   | 1909            | |
| 18 | Commandant                         | Henry Blacque-Belair (1862-1930)               | 1909                   | 1913            | Auteur de la plaquette Saumur, son rôle et son avenir. |
| 19 | Commandant                         | André Détroyat (d) (1873-1963)                 | 1913                   | 1914            | |
| 20 | Général                            | Edmond Wattel (d) (1878-1957)                  | 1919                   | 1928            | |
| 21 | Colonel                            | Pierre Danloux (en) (1878-1943)                | 1929                   | 1933            | |
| 22 | Commandant                         | Robert Wallon (en) (1886-1936)                 | 1933                   | 1935            | |
| 23 | Commandant                         | Xavier Lesage (1885-1968)                      | 1935                   | 1939            | |
| 24 | Commandant                         | Henri Aublet (d) (1898-1973)                   | 1941                   | 1943            | |
| 25 | Commandant                         | Gérard de Balorre (1899-1974)                  | 1943                   | 1944            | |
| 26 | Commandant                         | Roger de Minvielle (d) (1897-1987)             | 1944                   | 1945            | |
| 27 | Commandant                         | Georges Margot (en) (1902-1998)                | 1945                   | 1958            | |
|    | Commandant                         | Henry de Thiollaz (d) (1909-1985)              | 1958                   | 1958            | Écuyer en chef par intérim |
| 28 | Lieutenant-colonel                 | Patrice Lair (d) (1910-1992)                   | 1959                   | 1964            | |
| 29 | Colonel                            | Jean Peïtevin de Saint-André (en) (1912-1996)  | 1964                   | 1972            | Le colonel de Saint-André est le premier à faire imprimer l'entête « Cadre noir, L'Écuyer en chef » sur son papier à lettres. |
| 30 | Lieutenant-colonel                 | Jacques de Boisfleury (d) (1921-2009)          | 1972                   | 1974            | Premier directeur de l'École nationale d'équitation (ENE) |
| 31 | Lieutenant-colonel                 | Alain Bouchet (en) (1927-1975)                 | 1974                   | 1975            | |
| 32 | Commandant                         | Pierre Durand (1931-2016)                      | 1975                   | 1984            | Devient en octobre 1984 directeur de l'ENE |
| 33 | Colonel                            | François de Beauregard (d) (1935-2019)         | 1984                   | 1991            | |
| 34 | Colonel                            | Christian Carde (1939-)                        | 1991                   | 1999            | |
| 35 | Colonel                            | Loïc de la Porte du Theil (d) (1948-)          | 2000                   | 2 novembre 2006 | |
| 36 | Colonel                            | Jean-Michel Faure (d) (1956-)                  | 3 novembre 2006        | 31 octobre 2014 | |
| 37 | Colonel                            | Patrick Teisserenc (d) (1962-)                 | 1er novembre 2014      | 22 août 2021    | |
| 38 | Lieutenant-colonel                 | Thibaut Vallette (1974-)                       | Depuis le 23 août 2021 |                 | |

## Quelques écuyers en compétition internationale
De nombreux écuyers participent à des compétitions nationales et internationales. Pour les Jeux olympiques, il y a eu 45 participations avec pour résultats neuf médailles dont sept médailles d’or, une médaille d’argent et une médaille de bronze.
| Années                   | Nom et titre           | Discipline                    | Compétition                                  | Récompense                                                       | Montures                                 |
| ------------------------ | ---------------------- | ----------------------------- | -------------------------------------------- | ---------------------------------------------------------------- | ---------------------------------------- |
| 1920                     | Artola                 | Dressage                      | Jeux olympiques d'été de 1920                | -                                                                | Plumard                                  |
| 1920                     | L'Hotte                | Saut d'obstacles              | Jeux olympiques d'été de 1920                | -                                                                | Kabyle                                   |
| 1920                     | Saint Pouloff          | Concours complet d'équitation | Jeux olympiques d'été de 1920                | -                                                                | Josette                                  |
| 1924                     | Wallon                 | Dressage                      | -                                            | -                                                                | Magister                                 |
| 1924                     | Artola                 | Concours complet d'équitation | -                                            | -                                                                | Almas                                    |
| 1932                     | Xavier Lesage          | Dressage                      | -                                            | Champion olympique en épreuve, individuel et par équipe          |                                          |
| 1948                     | Capitaine Le Chevalier | Concours complet d'équitation | -                                            | Champion olympique à Londres                                     | Aiglonne (LA)                            |
| 1968                     | Adjudant-chef Guyon    | Concours complet d'équitation | -                                            | Champion olympique                                               | Pitou (LA)                               |
| 1970, 1971, 1972 et 1973 | Patrick Le Rolland     | Dressage                      | -                                            | Champion de France                                               |                                          |
| 1979                     | Christian Carde        | Dressage                      | -                                            | Champion de France de dressage                                   |                                          |
| 2000                     | Jean-Luc Force         | Concours complet d'équitation | Équitation aux Jeux olympiques d'été de 2000 | 10e                                                              | Crocus Jacob                             |
| 2002                     | Jean-Luc Force         | Concours complet d'équitation | Jeux équestres mondiaux de 2002              | Médaille d'argent par équipe et 8e en individuel                 | Crocus Jacob                             |
| 2002                     | Didier Courrèges       | Concours complet d'équitation | Jeux équestres mondiaux de 2002              | Vice-champion du monde par équipe, champion olympique par équipe | Free Style Ene HN, Débat d'Estruval-Mili |
| 2004                     | Didier Courrèges       | Concours complet d'équitation | Équitation aux Jeux olympiques d'été de 2004 | Vice-champion du monde par équipe, champion olympique par équipe | Free Style Ene HN, Débat d'Estruval-Mili |
| 2004                     | Arnaud Boiteau         | Concours complet d'équitation | Équitation aux Jeux olympiques d'été de 2004 | Champion olympique par équipe                                    |                                          |
| 2016                     | Thibaut Vallette       | Concours complet d'équitation | Équitation aux Jeux olympiques d'été de 2016 | Champion olympique par équipe                                    | Qing du Briot                            |